# L'Abbaye (Vaud)
Pour les articles homonymes, voir L'Abbaye.
L'Abbaye est une commune suisse et un village du canton de Vaud, située dans le district du Jura-Nord vaudois.

## Géographie

Photo aérienne (1964).

L'Abbaye est située au cœur de la vallée de Joux dans le massif du Jura. Elle comprend les villages des Bioux, de L'Abbaye et du Pont, tous trois organisés en fractions de commune.
La commune se situe au bord du lac de Joux et du lac Brenet.

## Toponymie
L'Abbaye est nommée d'après l'Abbaye du lac de Joux. Son nom est attesté pour la première fois en 1140 sous la forme « abbatem de Lacu ».

## Histoire

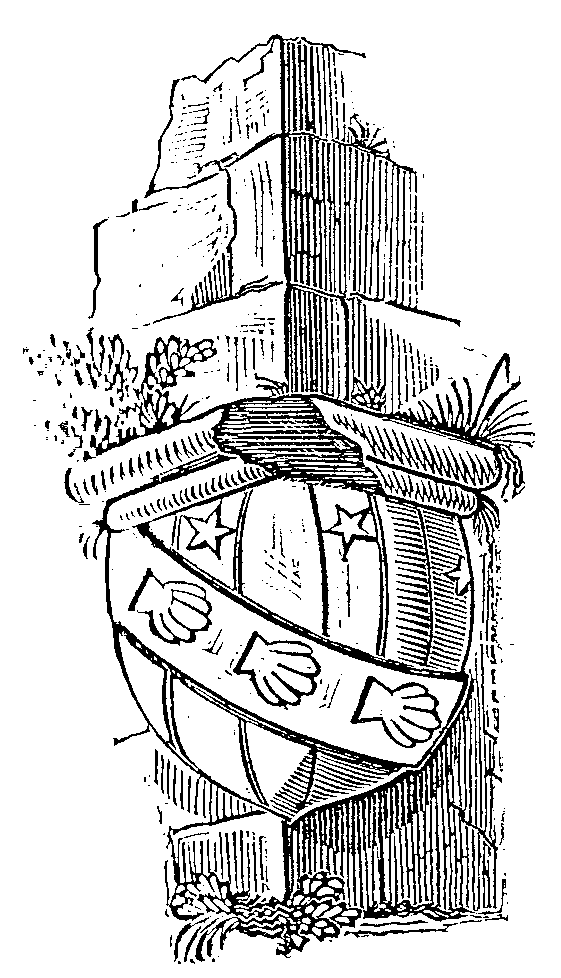
Les armes des Grandson-La Sarraz.

Le village de l'Abbaye doit son origine à l'abbaye de sainte Marie-Madeleine du Lac, de l'ordre des Prémontrés, fondée entre 1126 et 1134 à l'instigation d'Ebal Ier de Grandson. La bande aux trois coquilles figurant sur les armoiries de la commune provient des armes de cette famille.
La conquête bernoise de 1536 sonne le glas de l'abbaye du Lac. Le dernier abbé, Claude Pollens dit Besson (Bessonis), jure fidélité aux nouveaux souverains. Il sera même un temps l'administrateur des biens de l'abbaye (1538). Par la suite, Bessonis se convertit au protestantisme, se marie et se retire à Cuarnens où il a obtenu en fief tout le domaine de la grange éponyme. Il ne renoncera à ses droits sur le couvent qu'en 1542. Les bâtiments du monastère sont abergés « à perpétuité » à Claude de Glâne, seigneur de Villardin (15 août 1544), puis à Jean de Valeyres (31 octobre 1569) et enfin à Jaques[réf. nécessaire] Berney en 1600. Les pierres taillées provenant des démolitions représentent un matériau de choix pour bâtir, et on ne se gêne pas pour l'utiliser. Berne d'ailleurs ne semble pas s'y opposer, car elle voit ainsi le moyen de faire disparaître les vestiges du culte catholique. Aujourd'hui il ne subsiste du couvent que le clocher gothique de l'église et une arcade du cloître du XVIe s., reconstruite en 1971.
Le 7 octobre 1571, la rive droite des lacs, autrefois nommée « Combe-de-L'Abbaye », obtient sa séparation d'avec la commune jusqu'alors unique du Lieu et se constitue en une communauté distincte : c'est l'apparition documentaire de la commune de L'Abbaye. Comme on l'a vu, la commune a cette particularité d'être composée de trois villages (on disait autrefois des hameaux) : chacun d'eux possède son Conseil général et son Conseil administratif ayant des attributions bien définies dans le cadre communal. Le plus ancien livre des procès-verbaux des Bioux date de 1717, celui de L'Abbaye débute en 1772 seulement.
Le 4 janvier 1750, les garçons des Bioux, réunis en assemblée, décident de fonder une abbaye (société de tir) aux Bioux : celle-ci sera nommée « Abbaye des Grenadiers ».

### Les Bioux
L'église pittoresque, bâtie en 1698, est coiffée d'une ample toiture couverte de tavillons descendant très bas sur les côtés ; elle fait penser à un chalet d'alpage jurassien. Clocher à flèche ; vitraux de 1968-1969 par Bernard Viglino,.

### Le Pont
Le lieu où se dressera le village du Pont se nommait, avant sa fondation, Le Champ-du-Port puis Bon-Port et était une terre cultivée par des colons de l'abbaye du Lac de Joux. L'abbé de ce monastère, Jacques Bonet, en donnait l'abergement, au XIVe siècle, à Conrard dit Belvas, de Fribourg : « frère Jacques Bonet adoncque abbé de la dite abbaye et le couvent donnèrent en 1333 à ung nommé Conrard dit Belvas, de Fribourg, à cense perpétuelle, leur champ-du-port d'ensemble le leu appelé saigne-Wagniard ainsi qu'ils se extendent en long et en large de la part du lac de l'abbaye et du lac Brugnet, avecque tous leurs droits que se peuvent convertir à proufit ». Peu de temps après cette vente Conrard le cédait à Aymon de La Sarraz et se retirait au monastère. À cette époque les deux lacs communiquait librement, la concession des terres de 1524 parle d'une eau courante entre eux, et un moulin avait été construit.
Dans la première moitié du XXe siècle, deux bâtiments modernes (le Grand Hôtel et le manoir de Hautes-Roches enregistré comme bien culturel d'importance nationale) sont construits en surplomb du village, à l'orée de la forêt.

## Politique
La commune de L'Abbaye est dotée d'une municipalité de cinq membres (exécutif) et d'un conseil communal de quarante membres (législatif), tous deux élus au suffrage universel pour une période de cinq ans. Les élections se déroulent selon le système majoritaire.
La commune de L'Abbaye est par ailleurs divisée en trois villages disposant chacune d'un exécutif (conseil administratif) et d'un législatif (conseil général). Il s'agit des villages de L'Abbaye, Les Bioux et Le Pont.
Le 22 septembre 2024, L'Abbaye, Le Chenit et Le Lieu ont accepté une convention de fusion pour former la commune de La Vallée de Joux, qui existera officiellement dès le 1er janvier 2027.

### Liste des syndics de L'Abbaye
- Jean-François Rochat.
- Charles-Edouard Rochat.
- 1966-1969 : Henri Clerget.
- 1970-1985 : Edward Berney
- 1986-1997 : Philippe Berney.
- 1998-2006 : Daniel Nanzer, Parti libéral-radical (PLR).
- 2006-2016 : Gabriel Gay, Parti libéral-radical (PLR).
- 2016-actuellement : Christophe Bifrare, Parti libéral-radical (PLR). Il est le dernier syndic de L'Abbaye ; la commune disparaîtra le 1er janvier 2027, fusionnant avec celles du Chenit et du Lieu pour former la commune de La Vallée de Joux..

## Population

### Gentilé et surnoms
Les habitants de la commune se nomment les Baillets (variations : Bayairs, Bayets).
Ils sont surnommés lè z'Abrâmi en patois vaudois depuis la Réforme, peut-être en raison de la fréquence du prénom Abraham dans la région,.
Les habitants de la localité des Bioux se nomment les Bioulins et sont surnommés lé-z-Ètrinlya-Mâclyo, soit ceux qui étranglent les taureaux.

### Démographie

#### Évolution de la population
L'Abbaye compte 1 534 habitants au 31 décembre 2022 pour une densité de population de 48 hab/km2. Sur la période 2010-2019, sa population a augmenté de 12,7 % (canton : 12,9 % ; Suisse : 9,4 %).  

#### Pyramide des âges
En 2020, le taux de personnes de moins de 30 ans s'élève à 29,7 %, au-dessous de la valeur cantonale (35 %). Le taux de personnes de plus de 60 ans est quant à lui de 32,1 %, alors qu'il est de 21,9 % au niveau cantonal.
La même année, la commune compte 711 hommes pour 763 femmes, soit un taux de 48,2 % d'hommes, inférieur à celui du canton (49,1 %).
| Hommes | Classe d’âge | Femmes |
| ------ | ------------ | ------ |
| 0,1    | 90 ans ou +  | 2,2    |
| 8,2    | 75 à 89 ans  | 9,6    |
| 22,8   | 60 à 74 ans  | 21,2   |
| 19,3   | 45 à 59 ans  | 21,1   |
| 19,0   | 30 à 44 ans  | 17,2   |
| 14,8   | 15 à 29 ans  | 13,8   |
| 15,9   | - de 14 ans  | 14,9   |

| Hommes | Classe d’âge | Femmes |
| ------ | ------------ | ------ |
| 0,5    | 90 ans ou +  | 1,4    |
| 6,1    | 75 à 89 ans  | 8,2    |
| 13,3   | 60 à 74 ans  | 14,3   |
| 21,5   | 45 à 59 ans  | 21,2   |
| 22,0   | 30 à 44 ans  | 21,4   |
| 19,6   | 15 à 29 ans  | 18,0   |
| 16,9   | - de 14 ans  | 15,5   |

### Sports

#### Sports d'hiver
L'Abbaye fait partie du regroupement de quatre stations de ski de la vallée de Joux.

#### Cyclisme
Le col de Pétra Félix (1 146 mètres) en limite est de la commune a été emprunté lors de la 8e étape du Tour de France 2022 classé en 4e catégorie au Grand prix de la montagne.

## Culture et patrimoine

### Monuments et curiosités
- Site d'un ancien couvent de Prémontrés fondé en 1126 dont il ne subsiste que le clocher gothique de l'église ainsi qu'une arcade du cloître datant du 16e s. et reconstruite en 1971. A côté, église réformée construite en 1865[14].
- Au lieu-dit Les Bioux, église réformée en bois érigée en 1698[14].

### Personnalités liées à la commune
- Claude Berney (1913-1998), horloger, écrivain et homme politique.